# Antioco di Tolemaide
Antioco di Tolemaide (IV secolo (prima del 360) – V secolo (prima del 431)) è stato un vescovo greco antico.
Già vescovo di Tolemaide di Fenicia verso il 398. Dopo l'insediamento di Giovanni Crisostomo viaggiò a Costantinopoli, dove soggiornò per qualche tempo, guadagnando soldi con la sua predicazione. Dopo essere rientrato nella sua diocesi, tornò nuovamente a Costantinopoli, dove prese posto tra gli avversari di Giovanni Crisostomo durante il sinodo della Quercia (403).
Della sua opera rimangono soltanto pochi frammenti.